# Liam Millar
Pour les articles homonymes, voir Millar.
Liam Millar, né le 27 septembre 1999 à Toronto en Ontario, est un joueur de soccer international canadien. Il évolue au poste de milieu offensif à Hull City.

## Biographie

### Jeunesse
Liam Millar est né à Toronto et a grandi à Brampton. Il commence le soccer au Brampton Youth SC à l'âge de quatre ans. Deux ans plus tard, il rejoint le North Mississauga SC et reste au club jusqu'à son déménagement en Angleterre. Puis, il rejoint l'académie de Fulham à l'âge de 13 ans.
En juillet 2016, il rejoint l'académie de Liverpool. Un mois plus tard, il signe son premier contrat professionnel à l'âge de 17 ans. Il a participe à tous les rencontres de l'UEFA Youth League 2017-2018 avec Liverpool et a inscrit deux buts en huit matches. Après 18 mois sous la direction de Steven Gerrard chez les moins de 18 ans, il est convoqué pour la première fois dans l'équipe des moins de 23 ans en janvier 2018.

### Carrière en club

#### Liverpool FC (2019-2021)
Le 31 janvier 2019, Liam Millar signe un contrat à long terme avec l'équipe première de Liverpool. Liam Millar joue son premier match avec Liverpool le 4 février 2020, lors d'un match de FA Cup face à Shrewsbury Town. Ce jour-là, il commence la rencontre comme titulaire, et sort du terrain à la 82e minute de jeu, en étant remplacé par Joe Hardy (victoire 1-0),.

##### Prêt au Kilmarnock FC (2019-2020)
Il est prêté jusqu'à la fin de la saison à Kilmarnock qui évolue en Scottish Premiership. Il fait ses débuts en Premiership le 1er février lors d'une défaite 2-1 contre Heart of Midlothian. Il marque son premier but avec Kilmarnock — qui est également son premier but en Scottish Premiership — lors de sa sixième apparition, lors de la 29e journée de championnat (victoire 0-1 contre St Mirren). Puis, le 6 août 2019, il est prêté de nouveau à Kilmarnock FC pour une saison. Après une demi-saison passée à Kilmarnock, le club met fin à son prêt,.

##### Prêt au Charlton Athletic (2021)
Le 5 janvier 2021, il est prêté à Charlton Athletic en League One.

#### FC Bâle (2021-2024)
Le 7 juillet 2021, il signe un contrat de quatre ans avec le FC Bâle, qui évolue en Super League. Le coût du transfert est estimé à 1,3 million de livres sterling,.
Il est annoncé en septembre 2023 qu'il part en prêt pendant une saison au Preston North End FC qui évolue en Championship.
Il quitte définitivement le club le 9 août 2024, il va découvrir un nouveau club en Championship.

##### Prêt à Preston North End (2023-2024)
Il est prêté pendant un an au Preston North End FC par le FC Bâle.

#### Retour définitif en Angleterre à Hull City (depuis 2024)
Il signe à Hull City AFC en août 2024 où il a signé un contrat de trois ans avec une année supplémentaire,.

### Carrière internationale
En avril 2014, à l'âge de 14 ans, il participe avec l'équipe du Canada des moins de 17 ans au tournoi de Montaigu. En février 2017, Liam Millar participe au Championnat de la CONCACAF des moins de 20 ans avec l'équipe du Canada des moins de 20 ans. Lors de ce tournoi, il dispute trois rencontres. Puis, en mai 2018, il est appelé à jouer avec l'équipe du Canada des moins de 21 ans pour le Tournoi de Toulon. Lors de ce tournoi, il dispute quatre rencontres et le Canada finit deuxième de son groupe derrière la Turquie.
Le 12 mars 2018, il est convoqué pour la première fois en équipe du Canada par le sélectionneur national John Herdman, pour un match amical, face à la Nouvelle-Zélande. Le 24 mars 2018, il honore sa première sélection contre la Nouvelle-Zélande. Le match se solde par une victoire de 1-0 des Canadiens. Le 9 septembre 2018, lors des éliminatoires de la Gold Cup 2019, il délivre sa première passe décisive avec le Canada, contre les îles Vierges des États-Unis. Les Canadiens s'imposent sur le très large score de huit buts à zéro.
Le 30 mai 2019, il fait partie des 23 appelés par le sélectionneur national John Herdman pour la Gold Cup 2019. Lors de cette compétition, il joue deux matchs. Le Canada s'incline en quart de finale face à Haïti.
Le 13 novembre 2022, il est sélectionné par John Herdman pour participer à la Coupe du monde 2022.

## Statistiques

### Statistiques détaillées
| Saison                | Club                     | Championnat           | Championnat | Championnat | Championnat | Coupe nationale | Coupe nationale | Coupe nationale | Coupe de la Ligue | Coupe de la Ligue | Coupe de la Ligue | Compétition(s) continentale(s) | Compétition(s) continentale(s) | Compétition(s) continentale(s) | Compétition(s) continentale(s) | Total | Total | Total |
| Saison                | Club                     | Division              | M.          | B.          | P.d.        | M.              | B.              | P.d.            | M.                | B.                | P.d.              | Comp.                          | M.                             | B.                             | P.d.                           | M.    | B.    | P.d.  |
| 2018-2019             | Kilmarnock FC (prêt)     | Premiership           | 13          | 1           | 1           | 1               | 0               | 0               | -                 | -                 | -                 | -                              | -                              | -                              | -                              | 14    | 1     | 1     |
| 2019-2020             | Kilmarnock FC (prêt)     | Premiership           | 20          | 1           | 1           | 0               | 0               | 0               | 2                 | 0                 | 1                 | -                              | -                              | -                              | -                              | 22    | 1     | 2     |
| Sous-total            | Sous-total               | Sous-total            | 33          | 2           | 2           | 1               | 0               | 0               | 2                 | 0                 | 1                 | -                              | -                              | -                              | -                              | 36    | 2     | 3     |
| 2019-2020             | Liverpool FC             | Premier League        | 0           | 0           | 0           | 1               | 0               | 0               | -                 | -                 | -                 | -                              | -                              | -                              | -                              | 1     | 0     | 0     |
| 2020-2021             | Charlton Athletic (prêt) | League One            | 27          | 2           | 6           | -               | -               | -               | -                 | -                 | -                 | -                              | -                              | -                              | -                              | 27    | 2     | 6     |
| 2021-2022             | FC Bâle                  | Super League          | 31          | 7           | 2           | 3               | 1               | 2               | -                 | -                 | -                 | C4                             | 12                             | 2                              | 1                              | 46    | 10    | 5     |
| 2022-2023             | FC Bâle                  | Super League          | 26          | 0           | 1           | 4               | 0               | 0               | -                 | -                 | -                 | C4                             | 16                             | 1                              | 3                              | 46    | 1     | 4     |
| 2023-2024             | FC Bâle                  | Super League          | 4           | 0           | 0           | 1               | 2               | 0               | -                 | -                 | -                 | C4                             | 1                              | 0                              | 0                              | 6     | 2     | 0     |
| Sous-total            | Sous-total               | Sous-total            | 61          | 7           | 3           | 8               | 3               | 2               | -                 | -                 | -                 | -                              | 29                             | 3                              | 4                              | 98    | 13    | 9     |
| 2023-2024             | Preston North End (prêt) | Championship          | 35          | 5           | 5           | 1               | 0               | 0               | -                 | -                 | -                 | -                              | -                              | -                              | -                              | 36    | 5     | 5     |
| 2024-2025             | Hull City                | Championship          | 11          | 1           | 2           | -               | -               | -               | 1                 | 0                 | 0                 | -                              | -                              | -                              | -                              | 12    | 1     | 2     |
| Total sur la carrière | Total sur la carrière    | Total sur la carrière | 167         | 17          | 18          | 11              | 3               | 2               | 3                 | 0                 | 1                 | -                              | 29                             | 3                              | 4                              | 210   | 23    | 25    |